# Mount Jefferson (Nevada)
Mount Jefferson je nejvyšší hora pohoří Toquima Range a šestá nejvyšší hora v Nevadě.
Mount Jefferson má rovněž třetí nejvyšší prominenci v Nevadě a je nejvyšší horou v okruhu více než 150 kilometrů. Nachází ve střední části státu, v Nye County, mezi městy Austin a Tonopah, východně od silnice U. S. Route 95. Geograficky je součástí Velké pánve.
Hora má tři další druhotné vrcholy: Mount Jefferson-North Summit (3 601 m), Mount Jefferson-Middle Summit (3 562 m) a Mount Jefferson-East Peak (3 466 m). North Summit je desátou nejvyšší horou v Nevadě.